# Showtime Hajdú Péterrel
A Showtime Hajdú Péterrel a TV2 vígjátékműsora Hajdú Péter vezetésével.
A műsor 2016. április 24-én indult el a TV2-n.

## Története
2016. február 23-án a TV2 Csoport bejelentette az évi tavaszi műsorrendjét, ennek keretén belül az is kiderült, hogy Hajdú Péter új vígjátékműsort indít a TV2-n. A műsor április 24-én vasárnap, kéthetente indult el. A műsor első adása kiemelkedő nézettséggel indult, majd napokkal később zuhant a nézettsége. Ezzel a Hajdú Péter műsorának 1,5 hónap után, 2016. június 5-én tűzték utoljára műsorára.